# Ignazio Giunti
Ignazio Francesco Giunti (Roma, 30 agosto 1941 – Buenos Aires, 10 gennaio 1971) è stato un pilota automobilistico italiano.

## Carriera

### Gli inizi
Figlio di una nobile famiglia (i suoi genitori erano il barone Pietro Giunti e la contessa Maria Gabriella San Martino di Strambino), proprietaria tra l'altro di un albergo a Sangineto (CS), incominciò la sua carriera agonistica a vent'anni di nascosto dalla famiglia — contraria a questa sua passione — prendendo parte ad alcune cronoscalate con una Alfa Romeo Giulietta TI presa a noleggio, per poi passare l'anno successivo su vetture più potenti e debuttare nelle competizioni in circuito all'autodromo di Vallelunga. Nel 1964 giunse secondo nel Campionato Italiano Turismo alle spalle di Enrico Pinto e disputò diverse gare in Europa con la Fiat-Abarth 850TC del team Bardahl, continuando ad essere imbattibile sul circuito romano, gareggiando anche con la Fiat 500 del preparatore “Gigetto” Giraldi.
L'anno successivo, con una Alfa Romeo Giulia GTA (targata "Roma 906521") elaborata dal preparatore romano Franco Angelini, accrebbe la sua fama di imbattibilità a Vallelunga scontrandosi con piloti del calibro di Spartaco Dini, Nanni Galli, Carlo Benelli (alias “Riccardone”), Andrea De Adamich, Luigi Rinaldi, Teodoro Zeccoli, Roberto Bussinello, Enrico Pinto, tutti alla guida della competitiva vettura della Casa di Arese e ottenendo dalla stampa il titolo di Reuccio di Vallelunga.
Per la stagione 1966, Giunti passò al campionato italiano di Formula 3 con un ingaggio del costruttore romano Gino De Sanctis e fece coppia per la prima volta con Nanni Galli ottenendo il terzo posto al Circuito del Mugello con la fidata Giulia GTA: l'inizio di un lungo sodalizio.

### L'Euroturismo e le vetture Sport

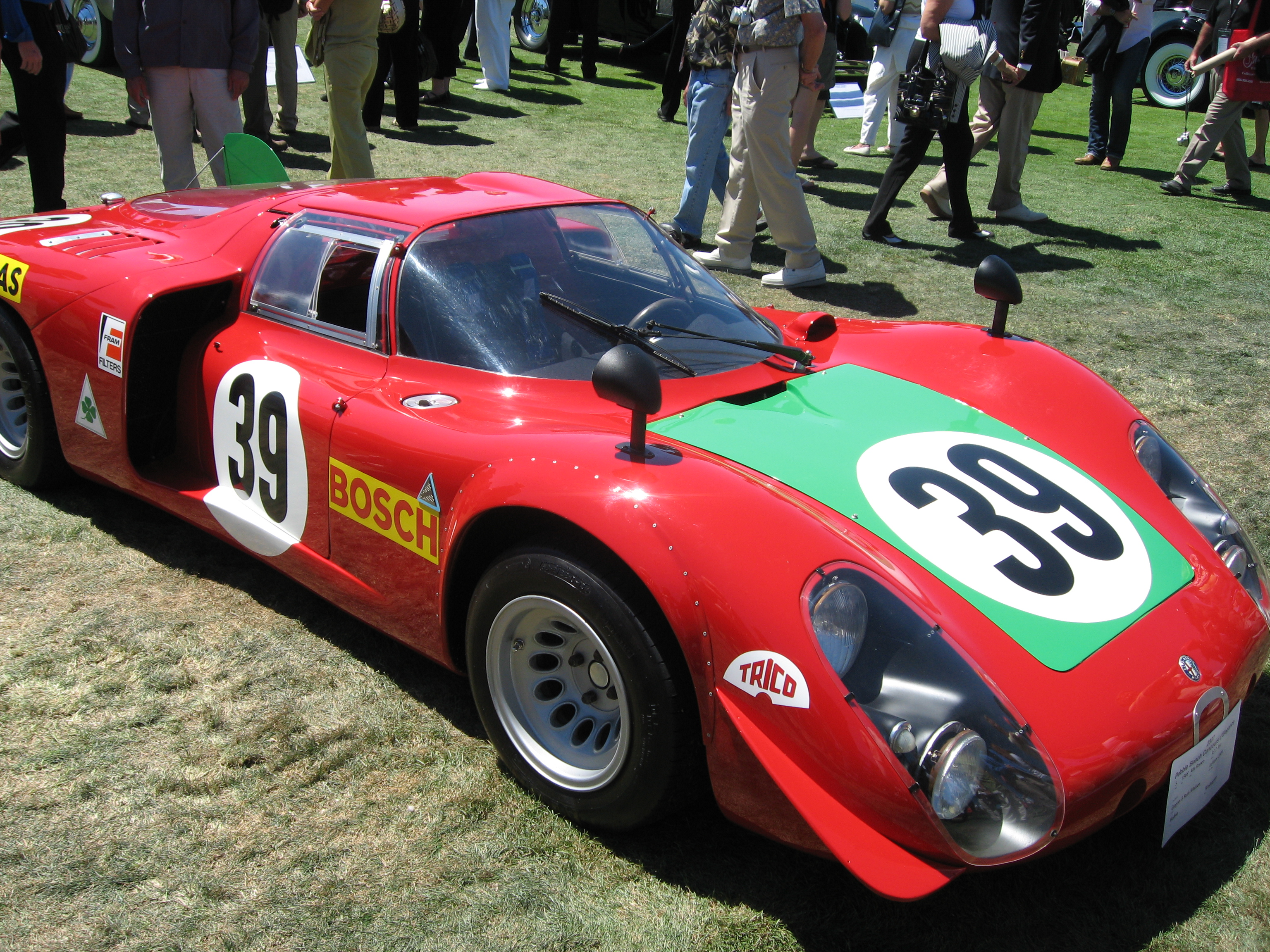
L'Alfa Romeo 33/2 di Giunti e Nanni Galli, quarta assoluta e prima di classe alla 24 Ore di Le Mans 1968

Lo stesso anno entrò a far parte dello squadrone Autodelta che gestiva le Alfa Romeo Giulia GTA ufficiali, grandi mattatrici negli anni 60 sia in pista nell'euroturismo che nelle gare in salita. Giunti in particolare nel 1967 vinse con la GTA il Campionato Europeo Turismo e il titolo di classe del Campionato europeo della montagna mettendosi definitivamente in luce e approdando nel 1968 nella categoria sport prototipi, sempre con l'Alfa Romeo e la sua nuova arma: la 33/2 spinta da un motore V8 da due litri. Quell'anno vincerà il Campionato italiano per vetture sport, finirà secondo alla Targa Florio e quarto alla 24 ore di Le Mans, vincitore di classe dopo aver anche condotto la gara.
Nel 1969 guidò regolarmente in team con Nanni Galli la nuova 33/3 dotata di motore con cilindrata aumentata a 3 litri e giunse secondo nella sua "divisione" del Campionato Europeo Turismo alle spalle del compagno di squadra Spartaco Dini: i risultati raggiunti lo portarono all'attenzione della Ferrari, aprendogli le porte della Scuderia per le gare di durata, alla guida della 512.
Nel 1970 firmò in team la vittoria della 512S alla 12 ore di Sebring, il secondo posto alla 1000 km di Monza, i terzi posti alla Targa Florio e alla 6 Ore di Watkins Glen. Questi risultati gli garantirono l'accesso alla massima serie automobilistica al volante della 312 B.

### La Formula 1

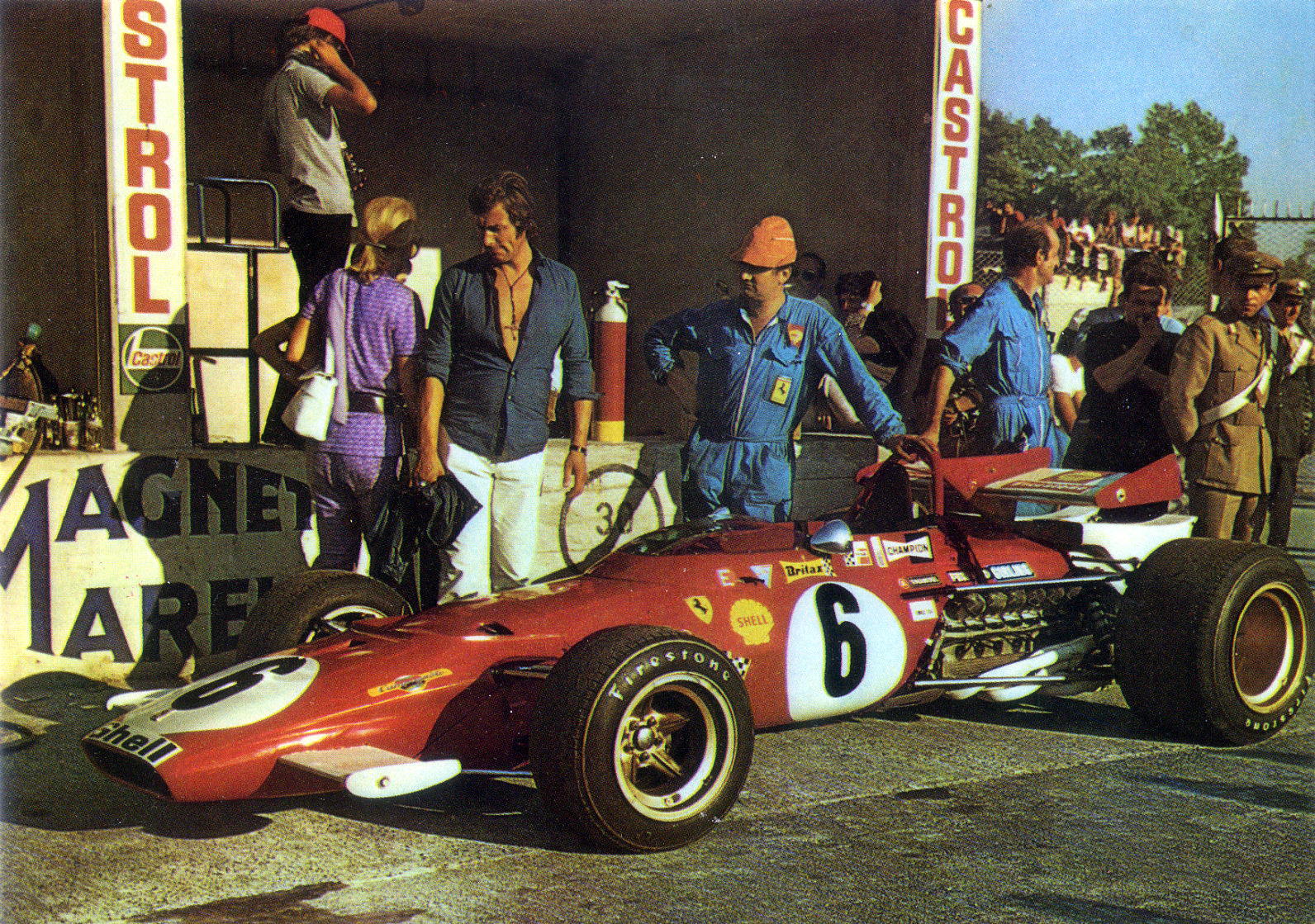
La Ferrari 312 B di Giunti nella pit lane di Monza nel 1970

Il debutto in F1 avvenne sul difficile circuito di Spa-Francorchamps dove Giunti, con una Ferrari 312B finì con un invidiabile quarto posto, primo piazzamento a punti per la vettura dotata del nuovo motore V12 "piatto". Quello stesso anno corse altre 3 gare alternandosi allo svizzero Clay Regazzoni e guadagnandosi la riconferma per l'anno successivo nella squadra del "mondiale marche", che con la nuova Ferrari 312 PB con il motore 12 cilindri "piatto" da 3 litri, si sarebbe scontrata con le potenti Porsche 917 da 5 litri.

### L'ultima gara
La tragedia avvenne all'inizio del 1971 sul circuito di Buenos Aires durante la 1000 km, gara di apertura del campionato. Jean-Pierre Beltoise, su Matra, esaurì il carburante in prossimità dell'ultimo tornante prima del rettilineo principale; decise pertanto di riguadagnare la corsia dei box spingendo a mano la sua Matra 660, probabilmente ignaro del fatto che — a norma di regolamento — anche se avesse raggiunto i box non gli sarebbe stato consentito di ripartire. Era però usuale a quei tempi che le vetture venissero riportate ai box ad ogni costo, e questa era una pratica diffusa per tutte le scuderie, a meno di un intervento dei commissari di gara, cosa che però non avvenne in questo caso.
Quasi in prossimità dell'ultima piega a sinistra Beltoise decise di correggere la traiettoria della vettura che stava derivando troppo verso il centro della pista, spostandosi a fianco di essa per poter girare il volante. In quel preciso istante giunsero Giunti e Parkes. Giunti, ampiamente in testa con la Ferrari 312 PB, stava tallonando il doppiato Mike Parkes su Ferrari 512 S quando, affrontato l'ultimo tornante prima del traguardo, la coppia si trovò in piena traiettoria la Matra che Beltoise stava spingendo a mano. Parkes ebbe modo di evitare l'impatto infilandosi nell'esiguo spazio tra la Matra e il cordolo interno, ma per Giunti che stava uscendo dalla sua scia non ci fu scampo, colpendo il retro della Matra e carambolando lungo il rettilineo dei box per 150 metri.
La violenza dello scontro e il conseguente incendio non lasciarono scampo al pilota, nonostante il suo compagno di equipaggio Arturo Merzario — ai box in attesa di dargli il cambio — si fosse lanciato sui rottami in fiamme per tentare di tirarlo fuori dal rogo: la morte avvenne all'ospedale due ore dopo a causa delle gravi ustioni riportate.
La salma venne rimpatriata e Giunti è stato sepolto nel Cimitero del Verano, a Roma. Ad Ignazio Giunti è intitolato l'ISSAM di Modena, Istituto Superiore di Scienza dell'Automobile, ente di specializzazione post-diploma con sede a Modena. Un busto commemorativo è posto all'Autodromo di Vallelunga, la sua pista di casa.
Nel settembre del 2014 si è disputato un raduno di auto e moto d'epoca in sua memoria a Sangineto.

## Risultati in Formula 1
| 1970 | Scuderia | Vettura |  |  |  |   |  |    |  |  |   |     |  |    |  | Punti | Pos. |
| ---- | -------- | ------- |  |  |  | - |  | -- |  |  | - | --- |  | -- |  | ----- | ---- |
| 1970 | Ferrari  | 312 B   |  |  |  | 4 |  | 14 |  |  | 7 | Rit |  | NP |  | 3     | 17º  |

| Legenda | 1º posto     | 2º posto | 3º posto    | A punti         | Senza punti/Non class.  | Grassetto – Pole position Corsivo – Giro più veloce |
| Legenda | Squalificato | Ritirato | Non partito | Non qualificato | Solo prove/Terzo pilota | Grassetto – Pole position Corsivo – Giro più veloce |